# Nycteris gambiensis
Nycteris gambiensis es una especie de murciélago de la familia Nycteridae.

## Distribución geográfica
Se encuentra en: África Occidental. En Mauritania
Senegal Gambia Guinea-Bissau Malí, Guinea Sierra Leona Costa de Marfil, Ghana Benín Togo Burkina Faso Nigeria Nigeria Camerún.